# Dañs Keff
Der Dañs Keff ist ein bretonischer Reihen- oder Kreistanz aus dem Finistère. Er ist eine Variante des Dañs tro. Die Bezeichnung Keff leitet sich von einem kleinen Ort in der Nähe La Martyre ab.
Der Dans Keff gehört vermutlich zu den neueren Tänzen. Vom Schritt ist eine Verwandtschaft zum Dañs Leon zu sehen. Der Dañs Keff ist einer der wenigen Tänze, deren Grundschritt mit dem rechten Fuß beginnen. Der Ablauf ist dennoch vergleichbar mit einem üblichen Dañs Tro, bis auf eine Taktverschiebung.
Zudem gehört der Tanz eher zu den schwierigen Tänzen, da neben der Fußchoreographie noch eine Armbewegung hinzukommt.

## Ausgangsposition
Die Tänzer stehen Seite an Seite im Kreis oder in der Kette und blicken in die Kreismitte. Die Tänzer fassen sich an den kleinen Finger durch.

## Grundschritt
Der Dañs Keff ist einer der wenigen bretonischen Tänze, deren Grundschritt mit dem rechten Fuß beginnen.
1. Die rechte Ferse wird nach vorne getippt.
2. Der rechte Fuß wird vorgekreuzt.
3. Der linke Fuß wird hinter dem rechten Fuß hervorgeholt und links neben dem rechten Fuß abgesetzt.
4. Der rechte Fuß wird vorgekreuzt.
5. Der linke Fuß wird hinter dem rechten Fuß hervorgeholt; der rechte Fuß springt leicht nach oben und der Tänzer landet mit dem Gewicht auf beiden Füssen.
6. Gewicht bleibt auf links; der rechte Fuß wird hinter dem linken Fuß hochgenommen und wird wieder auf der ursprünglichen Stelle abgestellt.
7. Gewicht auf rechts; der linke Fuß wird vor das rechte Knie genommen.
8. Gewicht auf rechts, kleiner Impuls nach oben. Tänzer landet auf beiden Füssen

## Armbewegung
Parallel zu den Fußbewegung gibt es eine korrespondierende Armbewegung.
1. Arme sind hochgenommen
2. Arme unten
3. Arme schwingen nach vorne
4. Arme schwingen nach hinten
5. Arme schwingen nach vorne
6. Arme gehen nach oben
7. Arme gehen nach unten
8. Arme gehen nach hinten